# Пруасан
Пруаса́н (фр. Proissans) — коммуна во Франции, находится в регионе Аквитания. Департамент — Дордонь. Входит в состав кантона Сарла-ла-Канеда. Округ коммуны — Сарла-ла-Канеда.
Код INSEE коммуны — 24341.

## География

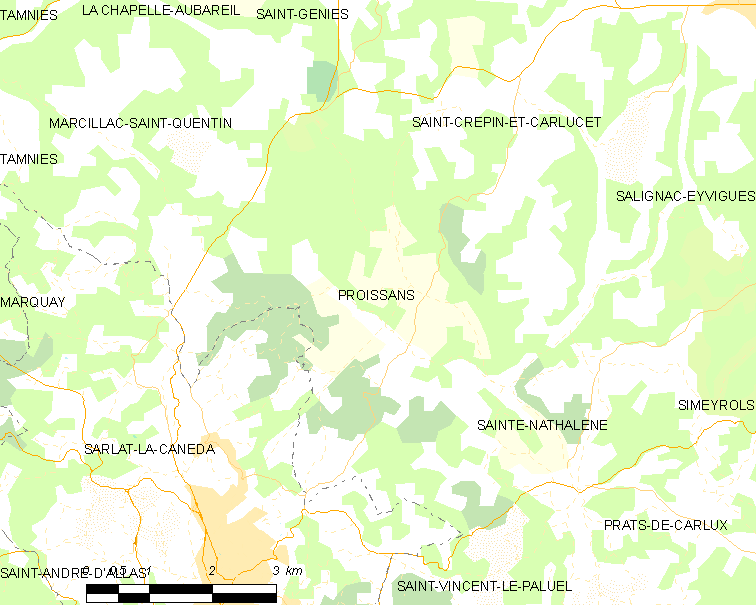
Карта коммуны

Коммуна расположена приблизительно в 450 км к югу от Парижа, в 145 км восточнее Бордо, в 55 км к юго-востоку от Перигё.

### Климат
Климат умеренный океанический со средним уровнем осадков, которые выпадают преимущественно зимой. Лето здесь долгое и тёплое, однако также довольно влажное, здесь не бывает регулярных периодов летней засухи. Средняя температура января — 5 °C, июля — 18 °C. Изредка вследствие стечения неблагоприятных погодных условий может наблюдаться непродолжительная засуха или случаются поздние заморозки. Климат меняется очень часто, как в течение сезона, так и год от года.

## Население
Население коммуны на 2010 год составляло 918 человек.
| 1962 | 1968 | 1975 | 1982 | 1990 | 1999 | 2010 |
| ---- | ---- | ---- | ---- | ---- | ---- | ---- |
| 561  | 520  | 500  | 591  | 692  | 761  | 918  |

## Администрация
| Период | Период | Фамилия        | Партия                  | Примечания            |
| ------ | ------ | -------------- | ----------------------- | --------------------- |
| 1995   | 2014   | Даниэль Фижак  | беспартийный            |                       |
| 2014   | 2020   | Бенуа Секреста | Социалистическая партия | региональный советник |

## Экономика
В 2010 году среди 593 человек трудоспособного возраста (15-64 лет) 433 были экономически активными, 160 — неактивными (показатель активности — 73,0 %, в 1999 году было 76,6 %). Из 433 активных жителей работали 376 человек (194 мужчины и 182 женщины), безработных было 57 (28 мужчин и 29 женщин). Среди 160 неактивных 35 человек были учениками или студентами, 91 — пенсионерами, 34 были неактивными по другим причинам.

## Достопримечательности
- Замок Русси (XV век). Исторический памятник с 1946 года[5]
- Усадьба Клюзо (XV век). Исторический памятник с 1970 года[6]
- Усадьба Ланглад (XV век). Исторический памятник с 1948 года[7]

## Фотогалерея

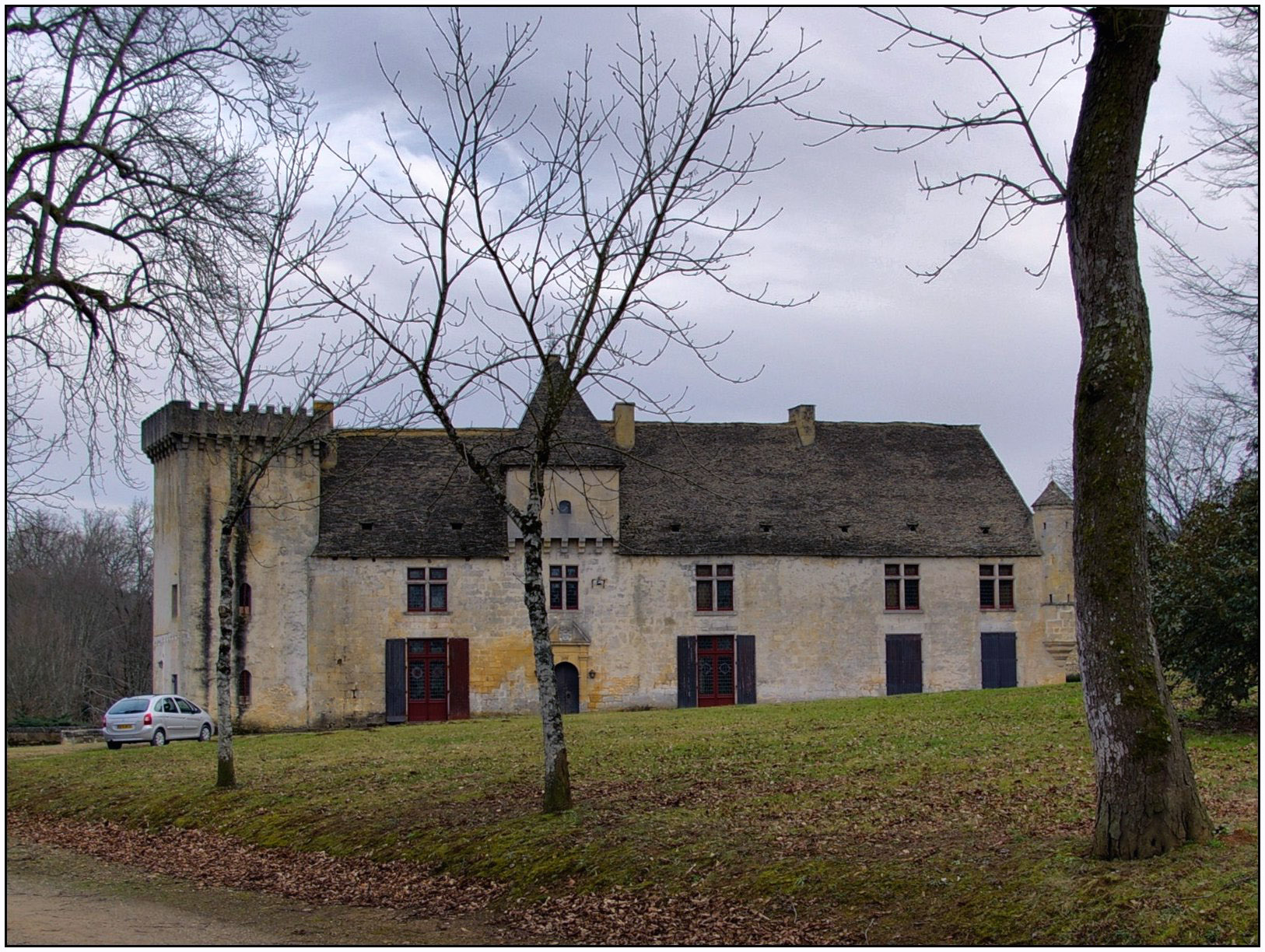
Замок Русси
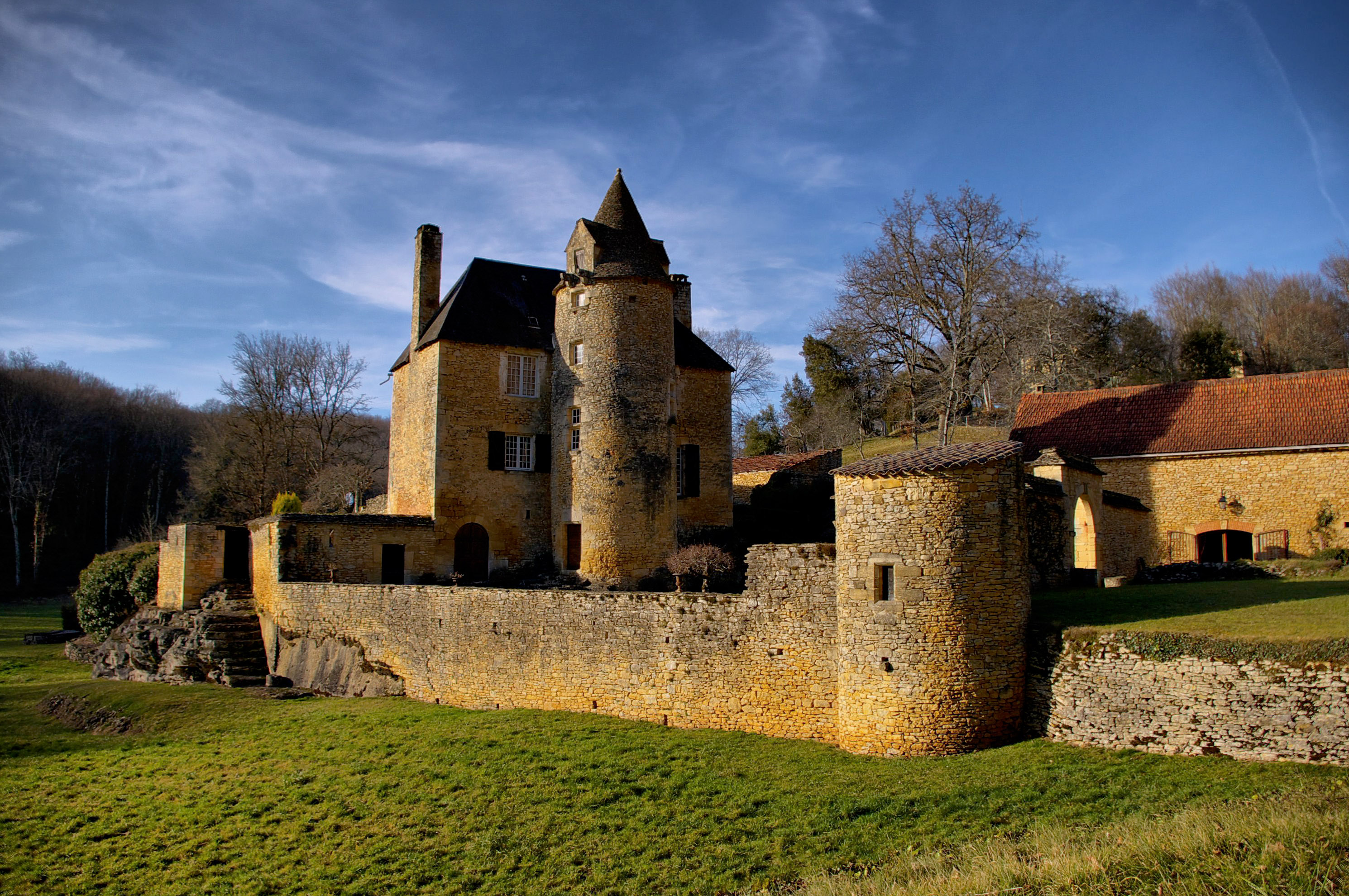
Усадьба Клюзо
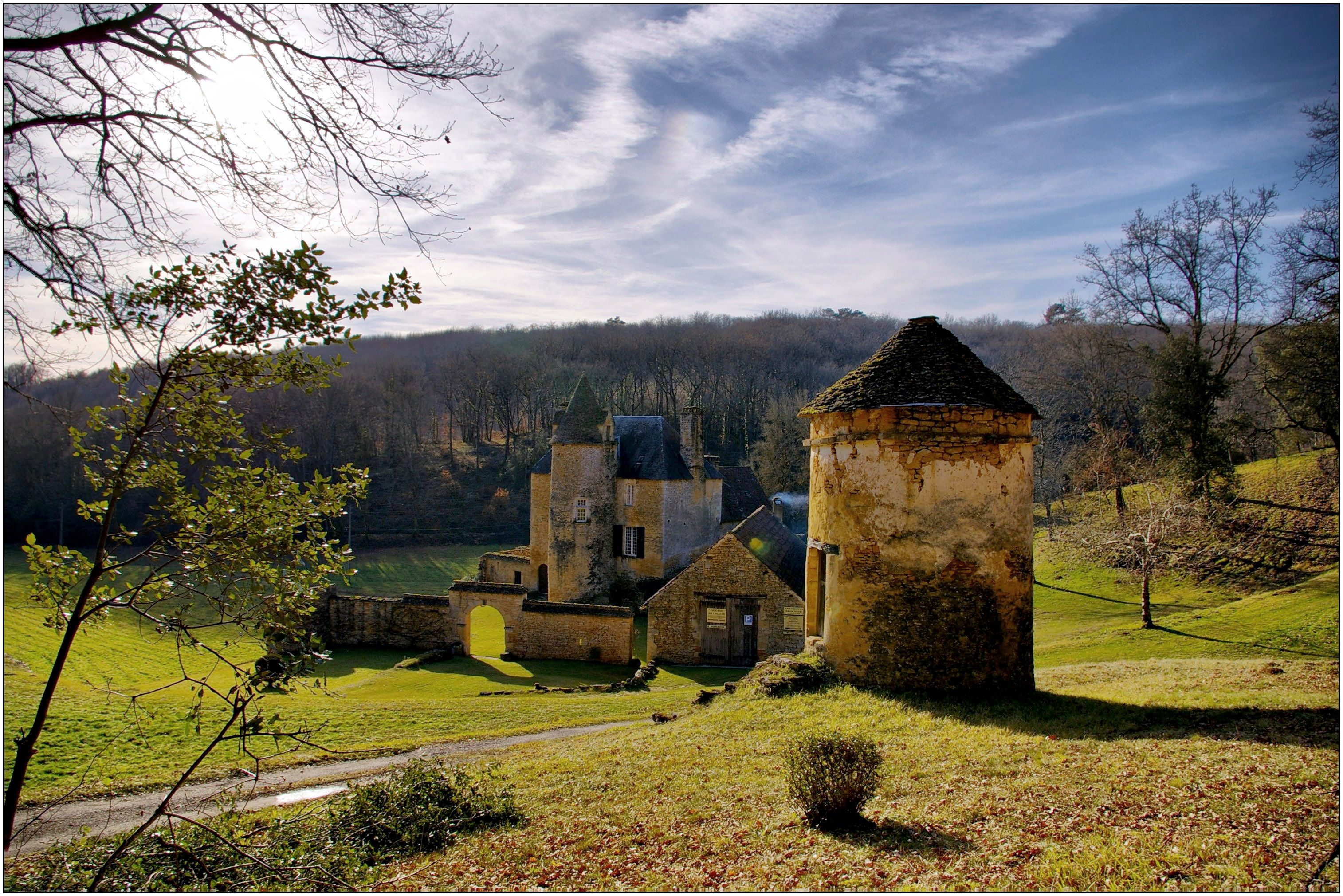
Голубятня и усадьба Клюзо